# Auferstehungskirche (Essen)

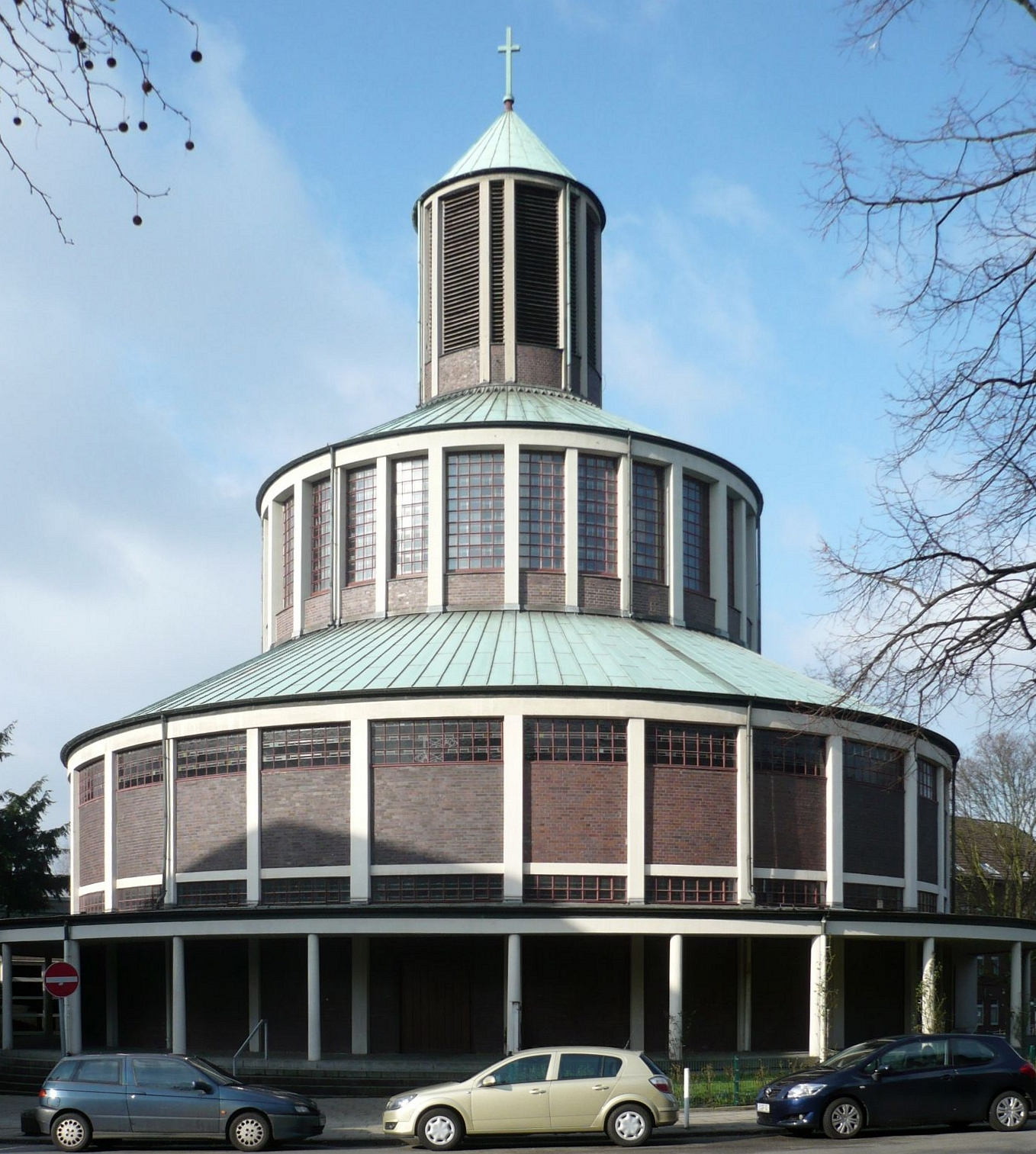
Auferstehungskirche in Essen

Die Auferstehungskirche in Essen ist ein evangelisches Kirchengebäude aus dem Jahre 1929. Sie gehört zur Gemeinde Altstadt im Kirchenkreis Essen der Evangelischen Kirche im Rheinland. Die Rundkirche steht im Stadtteil Südostviertel und gilt als ein Leitbau des modernen Kirchbaus in Europa.

## Baugeschichte
Der Bau wurde nach Plänen von Otto Bartning 1929/30 zur Zeit der Weltwirtschaftskrise ausgeführt. Der günstigste Anbieter für die Bauausführung, eine Dortmunder Firma, durfte erst nach Gründung einer Essener Niederlassung mit dem Bau beginnen, womit eine Arbeitsbeschaffung für Essener Bürger nachgewiesen werden konnte.
Otto Bartning setzte hier seine Vision der expressionistischen Sternkirche um, die 1922 Furore gemacht hatte. Es handelt sich um einen schlichten Zentralbau auf kreisförmigem Grundriss in Skelettbauweise aus Kruppstahl und mit einem Durchmesser und einer Höhe von gut 30 Metern, der aus Korrosionsschutzgründen betonummantelt ist. Die freien Flächen zwischen den Pfeilern wurden außen mit Ziegelwerk ausgefacht. Mit den Werkstoffen Stahl, Beton und Klinker bekannte sich Bartning sowohl zur Moderne als auch zur Region, in der die Kirche steht. Der Bau fasst etwa 700 Personen.
Im Innern dominiert dunkelgrauer Putz, von dem sich in Hellgrau-Beige die Säulen und Emporenbrüstungen sowie der Bereich um Kanzel und Altar absetzen. Die farbigen Fensterbänder sind Teil der Wand, die für jene einen ruhigen Rahmen darstellen.
Der Architekt wollte Pseudostimmung vermeiden, die er durch den Rückgriff auf überkommene, aber eben nicht mehr zeitgemäße Bauformen und Baustoffe gegeben sah.
Im Zweiten Weltkrieg wurde der Bau schwer beschädigt und teilzerstört. Ein Wiederaufbau in vereinfachter Form erfolgte 1948. Am 14. Februar 1985 wurde der Kirchbau in die Denkmalliste der Stadt Essen eingetragen.
In den Jahren 2013 bis 2014 wurde der Kirchbau, unter anderem mithilfe von rund 400.000 Euro, die durch das Presbyterium zur Verfügung gestellt wurden, saniert. Zuerst wurden Kupferkreuz und -dach instand gesetzt. Die größten Arbeiten fanden an der Fassade statt, wobei an der dem Wetter ausgesetzten Westseite bereits Steine abgeplatzt waren. Der alte Stahlbeton war spröde geworden, so dass eingedrungenes Wasser den Stahl beschädigte. Im Keller wurden mit Bauschutt gefüllte Räume geräumt, wonach weitere Wasserschäden entdeckt wurden. Ebenso war das auf dreißig Füßen stehende Glockengerüst sanierungsbedürftig. Dennoch konnten weiterhin Gottesdienste stattfinden. Das Läuten übernahm während der Bauzeit die benachbarte Kirche St. Michael am Wasserturm.

## Ausstattung
Laut dem Theologieprofessor Horst Schwebel ist die Auferstehungskirche wegweisend unter dem Stichwort Die Liturgie als Bauherr. Bartning verstand den evangelischen Gottesdienst als Predigtgottesdienst für die versammelte Gemeinde. Deshalb wird die hörende Gemeinde (in Aufnahme der Tradition der lutherischen Predigtkirchen des Barock) um den Prediger herumgruppiert, der ihr mit dem Wort auf der südlich versetzten Kanzel einerseits gegenübersteht, aber andererseits, weil auf einem Kreisbogen mit ihr, dieser rangmäßig nicht übergeordnet ist.
Der Gemeinschaftsgedanke, der im Abendmahl seinen tiefsten Ausdruck findet, wird durch die runde Form verstärkt. Insofern leistet der Bau, was Bartning programmatisch von Architektur gefordert hat: dass der Bau den Geist dessen widerspiegele, was in ihm geschieht.
In der Mitte der Kirche, als dem Zentrum des Grundrisses, steht das Taufbecken aus Kupfer von Professor Wissel. Das bringt symbolisch zum Ausdruck, dass sich Kirche aus der Taufe heraus entwickelt. Um die Wasserschale herum ist der Taufbefehl geprägt. Damit wird der Satz aus Martin Luthers Kleinem Katechismus anschaulich: Die Taufe ist nicht allein schlicht Wasser, sondern sie ist das Wasser in Gottes Gebot gefasst.

### Glasmalerei

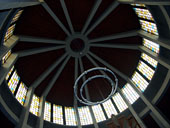
Innenansicht der Kuppel mit Thorn-Prikker-Fenstern

Die ursprüngliche Verglasung der drei übereinandergelagerten Fensterringe von rund 170 Quadratmetern und in den Nebenräumen Brautgang, Sakristei, Küsterzimmer, Toiletten – eine Schöpfung des modernen Glasmalers Johan Thorn Prikker – wurde, wie Teile der Kirche, im Krieg zerstört. Sie wurde rein aus Spenden zwischen 1999 und 2007 aufgrund der Originalunterlagen von der Werkstatt für Glasmalerei Hein Derix Kevelaer rekonstruiert.
Das nach oben hin sich aufhellende, und im mittleren Ring mit christlichen Symbolen und Urworten versetzte, geometrisch gestaltete Grau mündet in eine goldgelb geprägte Fläche. Die Art der Licht- und Blickführung reflektiert symbolisch das der Kirche den Namen gebende Geschehen der Auferstehung.
In der sogenannten Feierkirche, unter der Chor- und Orgelempore im Westen der Kirche, befinden sich drei figürlich besonders aufwendig gestaltete Grisaille-Fenster zum Thema Ich bin das Brot des Lebens.

### Orgel
Die dritte Orgel stammt aus der Werkstatt von Karl Schuke, Berlin, datiert von 1987. Sie hat 21 klar konturierte, dem Klangtyp der Orgelbewegung entsprechend klingende Register und mechanische Traktur.

### Glocken
Die vier Glocken im Dachreiter wurden 1929 vom Bochumer Verein aus Gussstahl gefertigt und sind auf den Anfang des Chorals Wachet auf, ruft uns die Stimme gestimmt; ihre Schlagtöne sind h0, dis1, fis1 und gis1.

## Musik an der Auferstehungskirche
Seit der Zeit nach dem Zweiten Weltkrieg wird an der Auferstehungskirche – als eine der drei musikalischen Hauptkirchen des evangelischen Kirchenkreises Essen – die Chorarbeit gepflegt. Insgesamt fünf Chöre mit über 170 Mitgliedern sind hier beheimatet. Hierfür bietet die Kirche aufgrund ihrer hervorragenden Akustik gute Voraussetzungen. Im angrenzenden Gemeindehaus ermöglichen zahlreiche mit Klavieren ausgestattete Räume die Probenarbeit sowie Theateraufführungen mit Bühne, Technik und Requisiten. Auch der Bläserkreis der Neuen Pauluskirche, das consortium paulinum und die Altstadtmusikschule haben hier ihren Sitz. Ehemalige Kantorin ist Ursula von den Busch, die jetzige Kantorin ist Stefanie Westerteicher.

## Skulptur

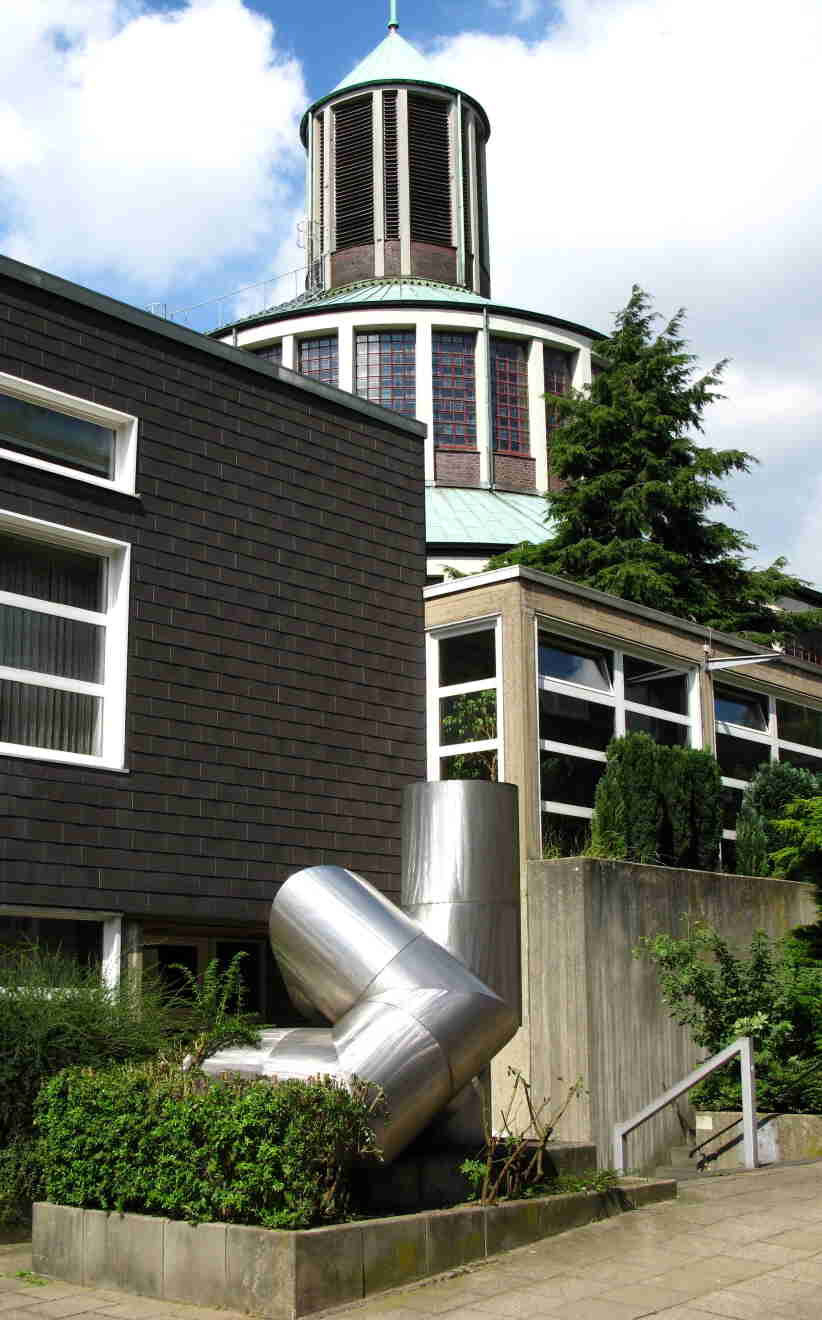
Edelstahlplastik von Friedrich Gräsel

Vor dem Gemeindezentrum in der Manteuffelstraße steht seit 1974 eine Edelstahlplastik von Friedrich Gräsel, über die der Künstler sagt: „… ist die Skulptur zu einem wegweisenden und sinngebenden Zeichen geworden. Aus der Horizontalen heben sich stufenartig Volumina und Module kreisend aufwärts und enden in der letzten Form himmelwärts. Die Skulptur integriert sich in das Kirchspiel: zunächst einmal durch ihren äußeren Bewegungsablauf, der dem Zentralbau ähnlich ist. – Darüber hinaus verweist sie propädeutisch vom Äußeren der Kirche auf das Innere: unter dem höchsten Raumpunkt, der Lünette, steht das Taufbecken umgeben von zahlreichen christlichen Sinnzeichen. Taufe und Auferstehung schließen den theologischen Sinnkreis. Architektur und Skulptur sind die Medien, die diese Botschaft lesbar machen.“

## Bedeutung
Nach dem Architekten Wolfgang Jean Stock ist die Auferstehungskirche einer der vier Leitbauten modernen Kirchenbaus in Europa. Ihr Modell ist als herausragender protestantischer Kirchbau im Deutschen Historischen Museum in Berlin ausgestellt.
Die Gemeinde hat zu dem Bauwerk, der Rundkirche im Schaffen Otto Bartnings, anfangs ein zwiespältiges Verhältnis gehabt. Wurde sie dank ihrer außergewöhnlichen Form ursprünglich ironisch Zirkus getauft, so gaben ihr Kinder wegen der Ähnlichkeit zu einer Hochzeitstorte später den liebevollen Namen Tortenkirche. Inzwischen wird er als vielfältiger und kreativ zu nutzender Gottesdienst-, Diskussions- und Kommunikationsraum von hoher spiritueller Qualität geschätzt.